# Бушко, Иван Иванович
Иван Иванович Бушко́ (укр. Іван Іванович Бушко; род. 10 марта 1969, Виноградов, Закарпатская область) — украинский политик, народный депутат Украины VII созыва. Президент футбольного клуба «Севлюш» (г. Виноградов) до 2015 года.

## Образование
Среднее образование получил в Виноградове — в СОШ № 2. В 2005 году окончил Закарпатский государственный университет. Специальность — «учёт и аудит»

## Карьера
- 1986—1987 — рабочий виноградовской бригады, водитель автопарка колхоза им. «8 Марта» в г. Виноградов Закарпатской области.
- 1987—1989 — служба в Советской армии в г. Самбор Львовской области.
- 1989—1991 — рабочий завода «Электрон».
- 1993—1994 — товаровед акционерного промышленно-коммерческого предприятия «Закарпатье».
- 1994—1997 — заместитель директора акционерного промышленно-коммерческого предприятия «Закарпатье».
- 1997—2010 — частный предприниматель.
- 2015 — по сей день — генеральный директор ООО «Perlux-Украина».

## Политическая деятельность
В апреле 2010 года стал первым заместителем председателя Закарпатской облгосадминистрации, курируя вопросы капитального строительства, управления имуществом и приватизации, промышленной политики и развития инфраструктуры, регионального развития, градостроительства и архитектуры, энергетики, транспорта и связи, чрезвычайных ситуаций, и советником председателя ОГА.
Избирался депутатом Виноградовского городского совета третьего созыва и депутатом Закарпатского областного совета четвёртого, пятого и шестого созывов. В облсовете пятого созыва возглавлял фракцию Партии регионов.
Иван Бушко принял участие в выборах в Верховную Раду Украины в октябре 2012 как кандидат от Партии регионов по одномандатному мажоритарному избирательному округу № 73 и одержал победу. В связи с переходом на работу в парламент прекратил деятельность первого заместителя председателя ОГА. 12 декабря 2012 года получил мандат народного депутата Украины. Член комитета по вопросам семьи, молодёжной политики, спорта и туризма. Председатель подкомитета по вопросам развития туризма, курортов и рекреационной деятельности Комитета Верховной Рады Украины по вопросам семьи, молодёжной политики, спорта и туризма. Руководитель межфракционной депутатской группы «Закарпатье».
На посту народного депутата Украины инициировал законодательные изменения в сфере сельского туризма, изменения в Конституцию с целью внедрения в Украине двойного гражданства, а также изменения по увеличению срока пребывания в Украине автомобилей с иностранной регистрацией.
20 февраля 2014 года написал заявление о выходе из рядов Партии регионов, через несогласие с курсом тогдашней власти, которая вела к гражданской войне и распаду государства.
Срок депутатских полномочий прекратился 27 ноября 2014 года, в день принятия присяги народными депутатами VIII созыва.

## Общественная деятельность ирусинство
Иван Бушко активно выступает за проведение радикальных реформ в экономической и социальной сферах, ликвидацию коррупции в органах власти и правоохранительных органах. Содействует евроинтеграционным процессам на Украине. Является сторонником неполитического русинства. 13 июля 2013 года принял участие в работе XII Всемирного конгресса русинов в Ужгороде, где заявил про готовность лично поднять вопрос в Верховной Раде Украины о признании русинов как представителей отдельной национальности.
С просьбой признать русинский народ как представителей отдельной национальности с внесением национальности «русин» в реестр национальностей Украины политик обращался к членам Комитета по вопросам прав человека, национальных меньшинств и межнациональных отношений, Верховной Рады Украины, Государственного комитета по делам национальностей при Национальной академии наук Украины.
При содействии Ивана Бушко в свет вышли кодификационные материалы русинского языка, наработанные Закарпатским областным научно-культурологическим обществом им. А. Духновича.
Один из учредителей и глава общественного благотворительного фонда «Виноградов», который действует на территории Закарпатской области.

## Семья
Женат, воспитывает двоих детей — дочку и сына

## СТАТЬИ В СМИ
- ТОП-100. Влиятельные люди. Закарпатье политическое
- ИВАН БУШКО: АНТИБАЛОГА (ИНТЕРВЬЮ)
- Иван БУШКО: В украинской власти проявляются авторитарные замашки
- Иван БУШКО: Почти все политические бренды в Украине слеплены ситуативно
- «Регионалы» отбирают русинов у Балоги
- Близко к краху и без оптимизма. Диагноз, который ставит себе бизнес: острая финансовая недостаточность
- Известные закарпатские политики готовят почву для отделения Закарпатья от Украины
- О «ТОП-100 влиятельных закарпатцев» рассказали в Ужгороде
- 15 народных депутатов сообщили, что не владеют никаким жильём — движение ЧЕСТНО
- Иван Бушко: «Межнациональная согласие — это постоянный диалог»
- Иван Бушко: «В этом году за газ переплатим 51 млрд грн., а можно было бы модернизировать ЖКХ»
- И. Бушко: Строительство первого украинского автобана М6 начнут с Закарпатской области
- Мужиевский золоторудник возобновляет свою работу?
- Бушко создал в парламенте группу «Закарпатье»
- Стоянка первобытных людей в Королево может стать музеем под открытым небом
- Из Закарпатья на Восток Украины отправили 60 тонн гуманитарной помощи
- Депутат Рады предлагает разрешить украинцам иметь двойное гражданство стран ЕС, США и Канады
- Местные выборы выстрелят «сюрпризами», но не изменят политические элиты, — Бушко
- Закарпатские эксперты о госфинансирования партий: нужно, но готовы?
- ТОП-100 влиятельных людей Закарпатья: миллиардер, политики, ученые, священники
- Известного закарпатского будителя Александра Духновича почтили обновленным памятником и творческой встречей в Виноградове
- Закарпатские политики и блогеры прокомментировали «прорыв» Саакашвили в Украину
- Трудовые эмигранты из Закарпатья уже теряют интерес к соседним странам и едут в «старую Европу»
- Под знаком милосердия проходят зимние праздники в Виноградове
- За нежелание идти в ЕС «регионалов» будут лишать мандатов?